# Liste des évêques de Castello

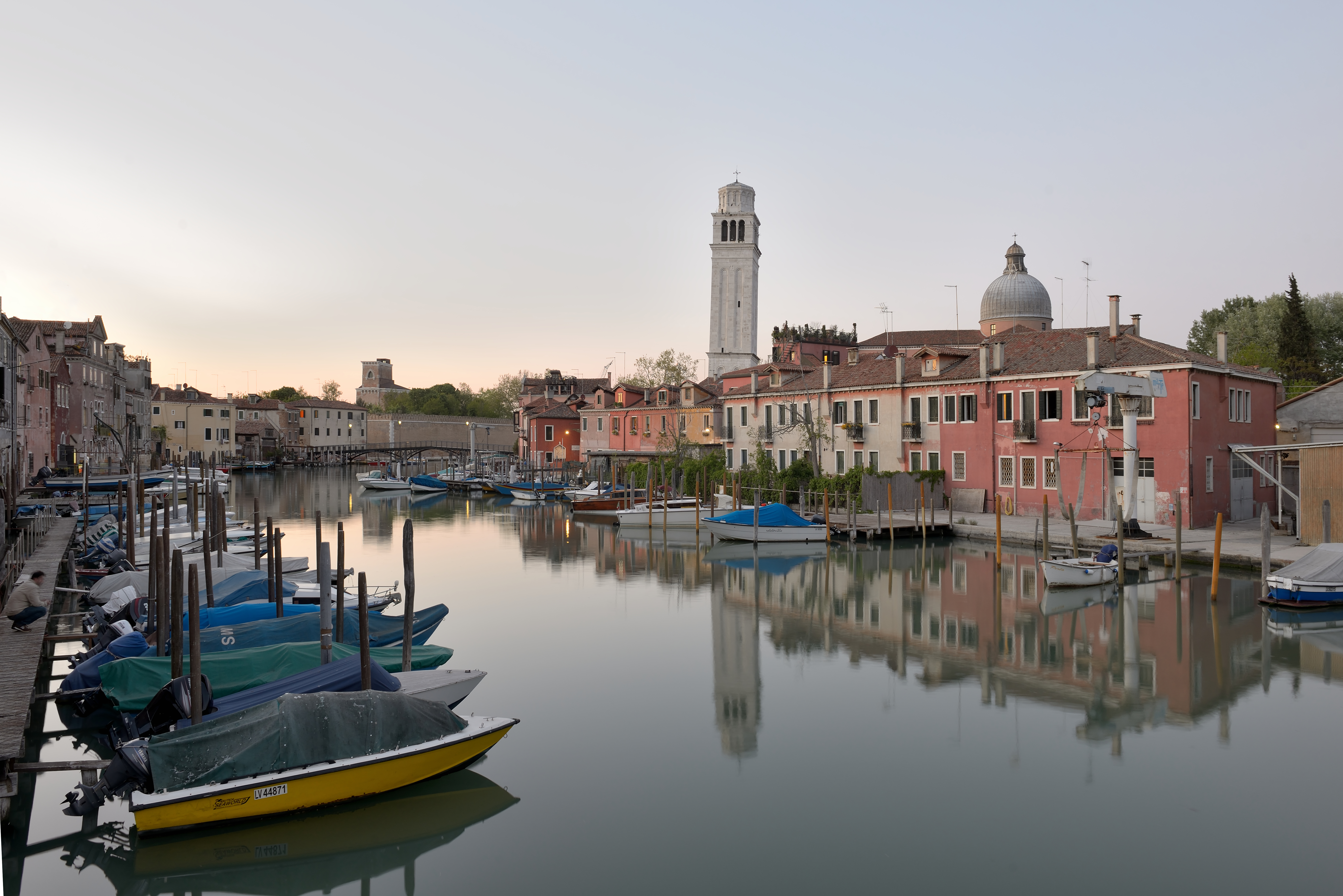
Canal et campanile San Pietro di Castello.

Le diocèse de Castello est un ancien diocèse italien vénitien. Le diocèse est fondé en 774 comme diocèse d'Olivolo et Rialto et a changé de nom en diocèse de Castello en 1074. (Olivolo est l'ancien nom de  Pietro di Castello. Avec le patriarcat de Grado, le diocèse de Castello forme le patriarcat de Venise à partir de 1451. Il avait comme cathédrale la basilique San Pietro di Castello.  
Aujourd'hui le diocèse de Castello est un diocèse titulaire.

## Évêques d'Olivolo
- Obelario (774 - 802)
- Cristoforo Ier Damiata (797 - 810 )
- Giovanni Diacono (804) (usurpateur)
- Cristoforo Tancredi (810 - 813)
- Cristoforo II Damiata (813 - ?)
- Orso Partecipazio (vers 825 - ?)
- Maurizio Businiaco ou Busniago
- Domenico Ier Gradenigo
- Giovanni Candiano (? - 876)
- Lorenzo Timensdeum (880 - 909)
- Domenico Villonico (909 - ?)
- Domenico David
- Pietro Tribuno († 929)
- Orso Magadisio o d'Arbore († 938)
- Domenico IV Talonico († 945)
- Pietro Marturio ou Quintavalle († 955)
- Gregorio Giorgio († 963)
- Marino Cassianico  (966 - 992 )
- Domenico V Gradenigo  (992 - 1026 )
- Domenico VI Gradenigo (1026 - 1044 )
- Domenico Contarini (1044 - 1074 )

## Évêques de Castello
- Enrico Contarini (1074-1108)
- Vitale Ier Michiel (1108 - 1120)
- Bonifacio Falier (1120-1131 ou 1133 )
- Giovanni Polani (1133 - 1164 )
- Vitale II Michiel (1164 - 1182)
- Filippo Casolo o Cappello (1182 - 1183 ou 1184)
- Marco Nicolai (1184 - ?)
- Marco Michiel (1225 -1235)
- Pietro Pino (1235 - 1255)
- Gualtiero Agnusdei (1255 - 1258 )
- Tommaso Arimondo (1258 - 1260 )
- Tommaso Franco (1260 - ? )
- Bartolomeo Ier Querini (1274-1291)
- Simeone Moro (1291 - 1292)
- Bartolomeo II Querini (1293 - 1304)
- Ramperto Polo (1303 - 1311 )
- Galasso Albertini (1311)
- Giacomo Albertini (1311-1327)
- Angelo Dolfin (1328-1336)
- Nicolò Morosini (1336-1367)
- Paolo Foscari (1367-1375)
- Giovanni Piacentini (1375-1378)
- Nicolò Morosini († 1379)
- Angelo Correr (1380-1390)
- Giovanni Loredan († 1390)
- Francesco Falier (1390-1392)
- Leonardo Dolfin (1392-1401)
- Francesco Bembo (1401-1416)
- Marco Lando (1417--?)
- Pietro Donà (1425-1428)
- Francesco Malipiero, O.S.B. (1428-1433)
- Saint Laurent Justinien (1433-1451)

## Évêques et archevêques titulaires de Castello
- Ángel Pérez Cisneros (1969-1972)
- Pierluigi Sartorelli (1972-1996)
- Giovanni Danzi (1996-2005)
- Charles Daniel Balvo (2005-).